# Fort de São Sebastião da Caparica
Le fort de São Sebastião de Caparica, également connu sous les noms de Torre de São Sebastião de Caparica, Torre Velha, Fortaleza da Torre Velha,  est une fortification militaire située dans la freguesia de Caparica e Trafaria (pt), sur le territoire de la municipalité de Almada (district de Setúbal, Portugal),.
Il  est l'un des exemples les plus importants de l'architecture militaire de la Renaissance du pays, car elle fut l'un des premiers systèmes d'artillerie à faire partie de la défense de l'embouchure du Tage, avec la tour de Santo António de Cascais et la tour de São Vicente de Belém.
Il est classé Monument national depuis 2012.

## Historique
La Torre Velha, située sur la rive sud du Tage, a été commandée par le roi Jean II, sur le même site que l'ancien Fort de Caparica (qui a été construit sous le règne de son père, le roi Jean Ier). Le fort a reçu son nom Torre Velha principalement parce que la structure était considérée comme plus ancienne que la Torre de São Vicente, qui sera plus tard connue sous le nom de Tour de Belém.  Sa structure originale, d'après les croquis de Garcia de Resende, comprenait une tour et un rempart, semblable au modèle développé des années plus tard dans le Fort de Santiago da Barra à Viana do Castelo et la Tour de Belém à Lisbonne. Les défenses le long de l'estuaire et du port de Lisbonne étaient basées sur un système de trois tours, qui étaient équipées d'artillerie moderne (y compris les remparts de Cascais et de São Vicente), qui coopéraient avec l'artillerie navale (qui patrouillait dans les eaux du fleuve) pour renforcer l'autorité militaire et fiscale.
En 1571, suite à des initiatives similaires prises dans plusieurs forts le long de la côte portugaise, le roi Sébastien Ier ordonna la rénovation de la tour. À l'époque, le fort était nommé dans la tradition portugaise en l'honneur de São Brás (Blaise de Sébaste), le saint patron des artilleurs, et changé pour honorer le jeune roi (perdu à la bataille d'Alcácer Quibir) et saint Sébastien. Sous la responsabilité d'Afonso Álvares, le nouveau projet a transformé le fort en une forteresse massive, devenant la forteresse de São Sebastião da Caparica. Entre 1580 et 1640, on l'appelait localement Torre dos Castelhanos (Tour des Castillans), où elle fut remodelée structurellement pour répondre aux exigences de la dynastie philippine (pt). 
Entre 1640 et le XVIIIe siècle, une branche du clan dynastique Távora à Almada a servi comme gouverneur de la Torre Velha, accordant une attention particulière à la rénovation au cours du XVIIe siècle. 

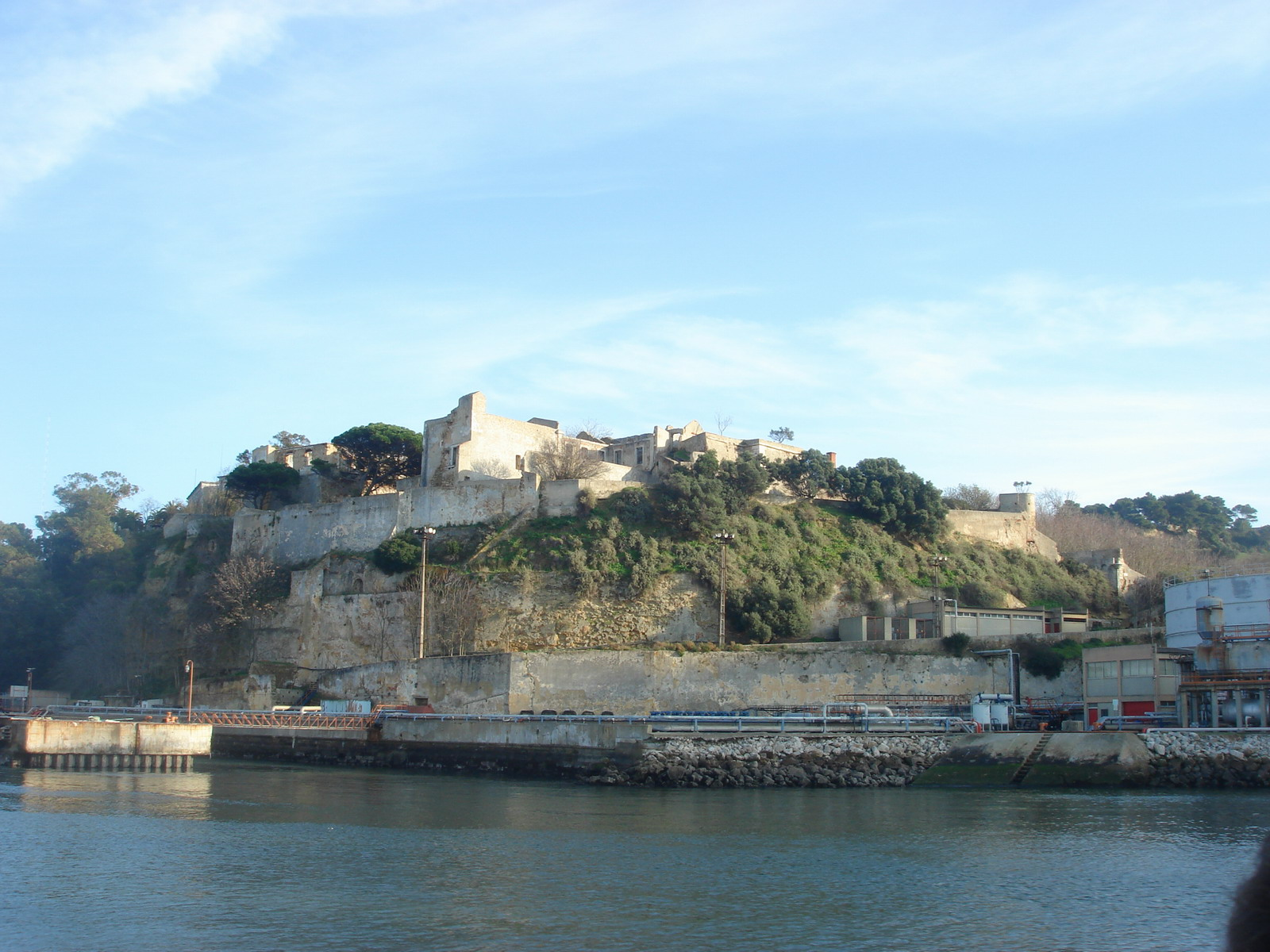

En 1692, les aspects fondamentaux du fort étaient établis : les tours du XVe siècle, les murailles le long de l'est et du sud, les trois remparts, une résidence du gouverneur, une chapelle (consacrée à Saint Blaise et Saint Sébastien), des armoiries intégrées et un escalier le long de la façade sud-est. Dans la seconde moitié du XVIIIe siècle, il existe des indications que le terrain (et les bâtiments) le long de la rivière ont été consolidés. Ces aspects ont été enregistrés dans la Coleção Casa de Cadaval (Collection de la Maison Cadaval) dans les archives nationales de Torre do Tombo. Des informations datant de 1767 montraient la Torre Velha sur une colline, offrant une zone de tir croisé avec la tour de Belém sur la rive opposée du Tage. 
Dans un rapport rédigé le 9 septembre 1794 par Guillaume-Louis-Antoine de Valleré (pt), adressé au ministre de la Guerre, duque de Lafões (pt), il est indiqué que la tour est en cours de restauration. Celle-ci s'est poursuivie de 1794 à 1796, sous la direction du colonel Francisco D'Alincourt. 
Les forteresses de la marge sud furent désactivées en 1801, à la fin de la guerre des Oranges, lorsque les forces espagnoles et françaises envahirent le Portugal. Un relevé effectué à la fin de 1808 comprenait un inventaire précis de l'armement du fort au moment de son déclassement, comprenant : cinq pièces de bronze de calibre 36, quatre de calibre 18, neuf de calibre 12, cinq pièces de fer de calibre 24, neuf pièces de fer de calibre 18, six pièces de fer de calibre 6, six pièces d'artillerie de calibre 45 en état de délabrement et neuf de calibre 12 dans le même état, en plus de deux chariots de marine de calibre 36, cinq chariots de marine de calibre 24, 13 chariots de marine de calibre 18, six chariots de marine de calibre 6 et 2.400 balles (de calibres 2, 8, 18 et 36).
Il a été suggéré qu'en 1811, l'espace utilisé pour entreposer les accessoires d'artillerie ait été utilisé pour les prisonniers. De même, le 13 août 1814, il a été déterminé que le fort pourrait servir de quarantaine pour héberger les passagers et les équipages suspectés de porter des maladies contagieuses. Parmi ceux-ci figurait Rafael Bordalo Pinheiro, soupçonné d'avoir la fièvre jaune et finalement envoyé au Brésil ; l'artiste et humoriste a plus tard tourné en dérision la réglementation portugaise et les mauvaises installations de traitement.
Le 29 mai 1815, le fort fut désactivé sur ordre du gouvernement, tandis qu'une partie de ses bâtiments fut conservée comme logement pour les forces de sécurité chargées de surveiller les personnes en quarantaine et les lépreux. Une nouvelle enquête sur les munitions sur place en janvier 1828 a révélé une quantité plus petite d'artillerie, dont : une pièce de fer de calibre 28 ; six pièces de fer de calibre 6 ; 17 pièces de fer de calibre 13 ; deux mortiers de fer de calibre 98 ; 2 500 boulets (de divers calibres) et 50 bombes de calibre 9.
En 1832, la tour fut remodelée et réactivée une fois de plus. Lors de leur remise en service, les batteries disposaient d'un effectif réduit de munitions et d'artillerie, comprenant : deux pièces de calibre 26 ; six pièces de calibre 24 et trois armes de calibre 18. L'effectif des soldats en garnison sur le site comprenait un subalterne, un sergent, trois soldats et 31 soldats.
Au milieu du XIXe siècle, le fort fut déclaré sans intérêt et commença à servir d'installation militaire de seconde classe. Mais, en 1894, le site n'était plus utilisé à cette fin et commença à servir d'entrepôt et de logement (faisant office d'annexe aux entrepôts de munitions de Porto Brandão, à proximité). En 1859, son rôle de quarantaine fut abandonné, passant à une autre institution voisine, bien que les gardes continuèrent à être hébergés sur place. Finalement, la forteresse fut abandonnée.

## Architecture

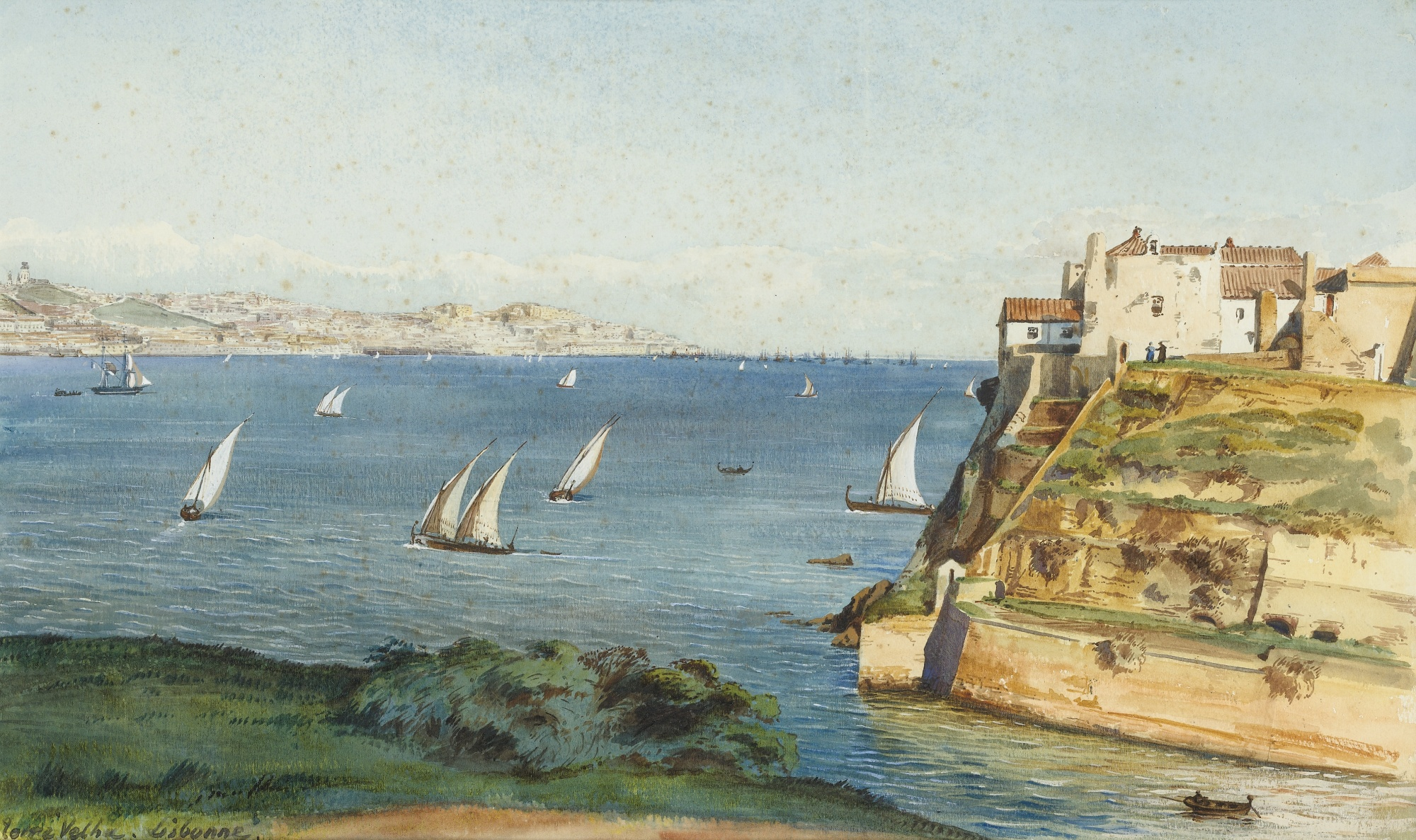
Aquarelle de François d'Orléans, prince de Joinville, Torre Velha avec Lisbonne en arrière-plan.

La structure est située sur une colline de la rive sud du Tage, entre deux petites criques, celle du Porto Brandão et de Paulina, approximativement en face de la tour de Belém. 
Le plan en U est formé de trois corps, deux orientés au sud, le dernier bloc arrondi (reliant les deux) servant d'esplanade à la batterie.  À l'angle sud-ouest de la forteresse se trouvent le rempart et la tour de guet. Autour du noyau principal de la forteresse se trouve un deuxième niveau d'espaces utilisés pour l'hébergement ; il y a trois remparts et casernes (un au nord-est, un autre le long du sud-est et un dernier au sud, le long du mur avec des canons). En raison de l'érosion de la façade avant/côtière, il est impossible de déterminer une autre signification archéologique. Les bâtiments au-dessus des anciens parapets sont le résultat de la transformation de la structure en abri/résidences pour lépreux, et consistent en six extensions en forme de T de la structure principale pour créer l'Asilo de Caparica (Asile de Caparica). 
La zone centrale du fort est un vaste espace rectangulaire percé d'une porte et d'une fenêtre, jouxtant la résidence du gouverneur. La forteresse a survécu jusqu'au XXe siècle, conservant nombre des éléments fondamentaux établis au XVIIe siècle, selon un plan conçu en 1692. Le plan était apparemment en U, composé de trois espaces et de trois bastions avec casernes. L'une des extrémités du fort s'étend d'un rempart à une tour de guet. À côté de la porte se trouve une chapelle, construite et dédiée à Saint-Sébastien.
Le corps central de la Torre Velha était de plan rectangulaire, avec la maison du gouverneur à l'intérieur. L'ancienne porte de la place principale, près de la tour, comprend un blason du Portugal.
Les créneaux sont en pierre du XVe siècle, tandis que la tour, les corbeaux, le corps de garde et le portail d'accès à la chapelle datent du XVIIe siècle. À la fin du XVIIIe siècle, la forteresse subit de nouveaux travaux de remodelage, impliquant peut-être une consolidation des fortifications, sous la direction du colonel Francisco d'Alincourt.
Les créneaux et les mâchicoulis sont encore visibles sur les murs, avec les poutres d'un autre aux étages supérieurs. Cette partie de la tour est couverte d'une voûte en berceau, tandis qu'une terrasse se trouve à sa surface, avec un escalier extérieur pour accéder au deuxième étage (entre le sol et le toit), permettant la communication entre les deux par une porte. De l'artillerie de petit calibre ou des mâchicoulis soutenaient probablement le balcon et le mur. Un blason figure sur le linteau de la porte, dans l'ancienne place militaire, avec l'héraldique portugaise.

## Curiosité
Francisco Manuel de Melo fut emprisonné à Torre Velha entre juin 1646 et mars 1650. Là, il écrivit en 1650 l'ouvrage Carta de Guia de Casados, publié à Lisbonne en 1651.